# Congiari
A l'antiga Roma, un congiari (en llatí Congiarium) era una gerra per contenir un congi (congius), equivalent a sis sextaris, que era la mesura més corrent per l'oli.
Durant la República Romana el congi era la mesura habitual per l'oli. Quan es feia la distribució gratuïta d'oli entre el poble es donava justament un congiari. Això va fer, segons Quintilià, que el nom de congiari fos aplicat en general a les donacions liberals al poble, fins i tot si eren de vi, gra o diner entre altres coses. En canvi les donacions als soldats es deien donativa i encara que algunes vegades s'aplicava la paraula congiaria, no era correcte. També es va donar el nom de congiària a una pensió que l'emperador o persones d'alt rang donaven als seus amics.
Sovint s'utilitza el terme congiarium per indicar un regal fet per una persona d'alt rang als seus amics, clients o persones que depenien d'ell. Plini el Vell parla de que el rei Anc Marci (segle vii aC) va donar 6.000 modis de sal al poble com a congiari. Durant la República, els congiari podien ser també en forma de jocs i espectacles. Tiberi quan va pujar al tron va donar tres-centes monedes a cada ciutadà. Calígula ho va doblar (600 sestercis en dues vegades); Neró en va donar 400. Trajà va donar 75 denaris per persona l'any 99, però després en va fer almenys dues més que van pujar fins a 650 denaris per cap.